# Appolinaire Yinra
Appolinaire Yinra (* 1. Juni 1998) ist ein kamerunischer Leichtathlet, der sich auf den Weitsprung spezialisiert hat.

## Sportliche Laufbahn
Erste internationale Erfahrungen sammelte Appolinaire Yinra im Jahr 2018, als er bei den Afrikameisterschaften in Asaba mit 7,47 m auf den 13. Platz im Weitsprung gelangte. Im Jahr darauf belegte er bei den Afrikaspielen in Rabat mit 7,02 m den zwölften Platz und wurde er bei den Afrikameisterschaften in Port Louis mit 7,08 m ebenfalls Zwölfter. Anschließend schied er bei den Commonwealth Games in Birmingham mit 7,45 m in der Qualifikationsrunde aus und belegte dann bei den Islamic Solidarity Games in Konya mit 7,77 m den sechsten Platz. Zudem schied er dort mit der kamerunischen 4-mal-100-Meter-Staffel mit 40,56 s im Vorlauf aus. Im Jahr darauf siegte er mit 7,99 m bei den Spielen der Frankophonie in Kinshasa, ehe er 2024 bei den Afrikaspielen in Accra mit 7,71 m die Bronzemedaille hinter dem Südafrikaner Asande Mthembu und Yasser Triki aus Algerien gewann. Zudem verpasste er im Staffelbewerb mit 39,96 s den Finaleinzug. Im Juni belegte er bei den Afrikameisterschaften in Douala mit 7,57 m den siebten Platz im Weitsprung und kam mit der Staffel mit 40,4 s nicht über den Vorlauf hinaus.
2024 wurde Yinra kamerunischer Meister im Weitsprung.